# یان پویدت
یان پویدت (استونیایی: Jaan Puidet؛ زادهٔ ۴ ژانویهٔ ۱۹۹۲) بازیکن بسکتبال اهل استونی است.
از باشگاه‌هایی که در آن بازی کرده‌است می‌توان به باشگاه بسکتبال پاولوس پارنو اشاره کرد.